# Hiram Stevens Maxim

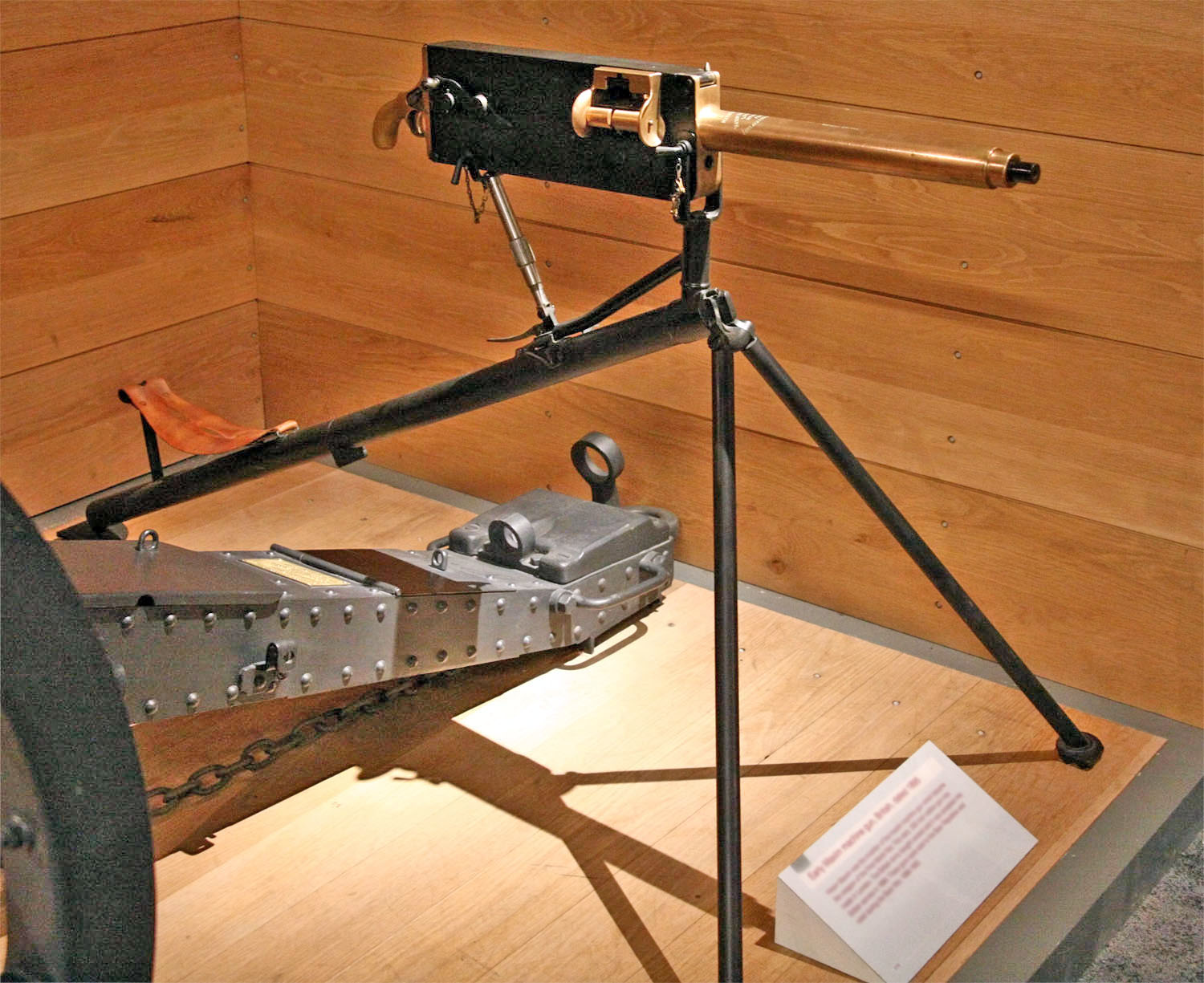
Ametralladora Maxim calibre 7,70 mm (.303) de 1895, montada sobre un trípode. Fotografía: Max Smith.

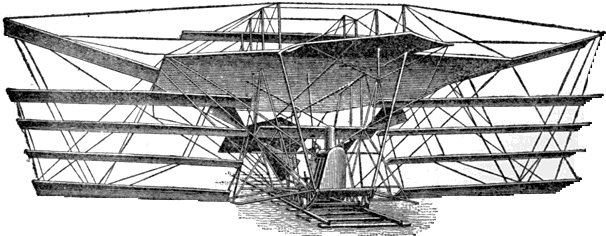
Máquina voladora de Maxim.

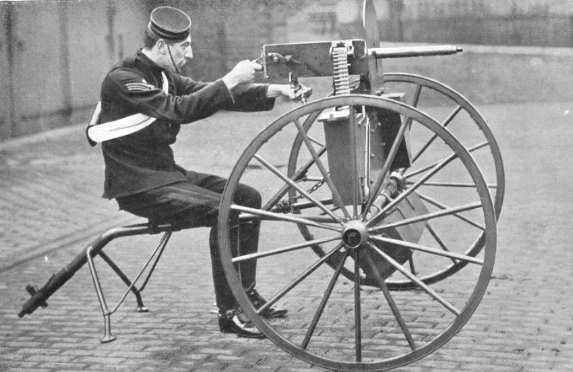
Ametralladora Maxim montada en un afuste Dundonald.

Hiram Stevens Maxim (4 de febrero de 1840-24 de noviembre de 1916) fue un inventor británico-estadounidense, conocido sobre todo por la invención de la ametralladora Maxim en 1884, la primera ametralladora portátil y totalmente automática. También realizó algunos intentos de realizar máquinas volantes, pero sus diseños nunca llegaron a volar. Sin embargo, su atracción de feria “Máquina volante cautiva” fue muy popular en las ferias británicas.

## Biografía
Maxim nació en Sangerville, Maine. Empezó a la edad de 14 años como aprendiz de un constructor de carruajes y diez años más tarde comenzó a trabajar con maquinaria con su tío, Levi Stephens, en Fitchburg, Massachusetts. Más tarde trabajaría creando instrumentación y como delineante.
Maxim emigró a Inglaterra en 1881 y fue naturalizado británico en 1899. Fue ordenado por la reina Victoria en 1901 por sus invenciones, muchas de las cuales pensadas para uso militar. Maxim fundó una compañía de armamento para producir su ametralladora en Crayford, Kent, que más tarde sería adquirida por la corporación Vickers en 1896, tras lo que pasaría a llamarse Vickers, Son & Maxim. La versión mejorada de su diseño, llamada ametralladora Vickers fue la ametralladora estándar británica durante muchos años. Todas las potencias de la Primera Guerra Mundial emplearon intensamente variantes de la ametralladora Maxim. Su hermano Hudson Maxim también fue inventor militar, y se especializó en explosivos.
Cuando se fundó la Maxim Gun Company en noviembre de 1884, lord Rothschild (banquero londinense) estaba en la mesa directiva. En 1888 su banco financió la fusión de 1,9 millones de libras esterlinas de la Maxim Company con la Nordenfeldt Guns and Ammunitions Company. 
Maxim también inventó la ratonera y, como estuvo afectado durante mucho tiempo por la bronquitis, patentó y fabricó la “Pipa de la paz”, un inhalador de mentol. A lo largo de los años se vio envuelto en varios conflictos de patentes con Thomas Edison.
Maxim murió en Londres y está enterrado en el cementerio de West Norwood. Su hijo Hiram Percy Maxim siguió sus pasos y fue ingeniero mecánico y diseñador de armamento, aunque seguramente es más conocido por sus experimentos en el campo de la radioafición y por fundar la American Radio Relay League.

## Patentes
- Patente USPTO n.º 208252 - Electric lamp (lámpara eléctrica)
- Patente USPTO n.º 230310 - Electric lamp (lámpara eléctrica)
- Patente USPTO n.º 230953 - Electric lamps (lámparas eléctricas)
- Patente USPTO n.º 230954 - Process for removing air from globes of electric lamps (Proceso para retirar el aire de las bombillas de lámparas eléctricas)
- Patente USPTO n.º 230309 - Electric lamp (lámpara eléctrica)
- Patente USPTO n.º 234835 - Electrical lamp (lámpara eléctrica)
- Patente USPTO n.º 237198 - Process of manufacturing carbon conductors (Proceso de fabricación de conductores de carbono)
- Patente USPTO n.º 244277
- Patente USPTO n.º 247083
- Patente USPTO n.º 247084
- Patente USPTO n.º 247085
- Patente USPTO n.º 247380
- Patente USPTO n.º 255308 - Electrical meter (Medidor de consumo eléctrico)
- Patente USPTO n.º 277846
- Patente USPTO n.º 283629
- Patente USPTO n.º 405239
- Patente USPTO n.º 405170
- Patente USPTO n.º 430212 - Manufacture of explosive (Fabricación de explosivo)
- Patente USPTO n.º 594805 - Motor vehicle (Vehículo motorizado)
- Patente USPTO n.º 618703
- Patente USPTO n.º 618704
- Patente USPTO n.º 757941
- Patente USPTO n.º 772571 - Electric motor vehicle (Vehículo motorizado eléctrico)
- Patente USPTO n.º 845106 - Motor road vehicle (Vehículo motorizado para carretera)

- Patentes británicas:
  - GB189700207 (1897 con Louis Silverman) - mecanismo de disparo automático
  - GB189607468 (1897) - ametralladoras accionadas por gas
  - GB189607045 (1897) - mecanismo de recámara de ametralladora